# Maureen O’Sullivan
Maureen O’Sullivan, född 17 maj 1911 i Boyle, County Roscommon, Irland, död 23 juni 1998 i Scottsdale, Arizona, var en irländsk-amerikansk skådespelare.
O’Sullivan studerade vid en klosterskola i London. Hon upptäcktes 1930 vid Dublin International Horse Show och kom till Hollywood samma år.
Hon är mest känd som Tarzans Jane i en rad filmer, där hon spelade mot Johnny Weissmuller, bland annat i Tarzan (1932), Tarzan och den vita kvinnan (1934), Tarzan flyr (1936) och Tarzans pojke (1939). Bland övriga filmer märks Anna Karenina (1935), En dag på kapplöpningarna (1937) och Hannah och hennes systrar (1986).
O’Sullivan gifte sig 1936 med den amerikanske regissören John Farrow och fick sju barn med honom, bland annat skådespelarna Mia Farrow och Tisa Farrow, samt filmproducenten Prudence Farrow.
Maureen O’Sullivan har en egen stjärna för sina insatser inom film på Hollywood Walk of Fame vid adressen 6541 Hollywood Blvd.

## Filmografi i urval

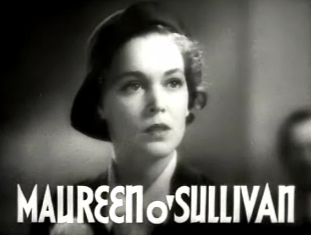
Maureen O'Sullivan i trailern till Ung kvinna efterlyses (1935).

- 1931 – En yankee vid Kung Arthurs hov
- 1932 – Tarzan
- 1934 – Tarzan och den vita kvinnan
- 1934 – Lågor i dunklet
- 1934 – Den gäckande skuggan
- 1935 – Anna Karenina
- 1935 – Ung kvinna efterlyses
- 1935 – David Copperfield
- 1936 – Tarzan flyr
- 1936 – Hämnden
- 1937 – The Emperor's Candlesticks
- 1937 – En dag på kapplöpningarna
- 1937 – Mellan två kvinnor
- 1938 – Sensationernas match
- 1939 – Tarzans pojke
- 1940 – En man för Elizabeth
- 1941 – Tarzans hemliga skatt
- 1942 – Tarzans äventyr i New York
- 1948 – Den stora klockan
- 1953 – All min längtan
- 1957 – De laglösas gisslan
- 1977 – Un taxi mauve
- 1986 – Hannah och hennes systrar
- 1986 – Peggy Sue gifte sig